# Mastopoma subrobustum
Mastopoma subrobustum är en bladmossart som beskrevs av Hugh Neville Dixon 1935. Mastopoma subrobustum ingår i släktet Mastopoma och familjen Sematophyllaceae. Inga underarter finns listade i Catalogue of Life.